# 충신각
충신각은 대한민국 전라남도 무안군 삼향읍 맥포리에 있다. 2020년 12월 21일 무안군의 향토문화유산 제19호로 지정되었다.

## 지정 사유
무안군 삼향읍 맥포리에 있는 충신각은 입향조인 노추소의 아버지인 임진왜란 공신 이우당(二憂堂) 노춘근(魯春根)을 모신 정려이다.
충신각에 배향된 노춘근은 임진왜란이 발발하자 집안의 종을 이끌고 이순신 휘하에 들어가 당포해전에 참가하여 전공을 세웠다. 그 뒤에도 여러 차례 해전에 참가하여 공을 세웠다. 이후 왜적과의 전투 과정에서 화살이 떨어지자 적장을 안고 바다에 뛰어들어 전사하였다. 임진왜란 이후 선무원종공신(宣武原從功臣)에 책록되어 병조참판에 추증되었다.
충신각은 출입문인 삼문과 정려각으로 구성되어있는데, 정려각은 정면 3칸, 측면 1칸 규모의 일자형 건물로 내부는 전체가 통칸으로 되어 있다. 예전에는 단비가 있었다고 하나, 관리 소홀로 인해 전해지지 않고 있다. 출입문은 정면 3칸, 측면 1칸의 솟을삼문으로, 창방 위에 방형 화반을 두었는데 그 형상이 해학적인 인물상이어서 주목되고 있다.